# Castillo Palacio de Albalat de Taronchers

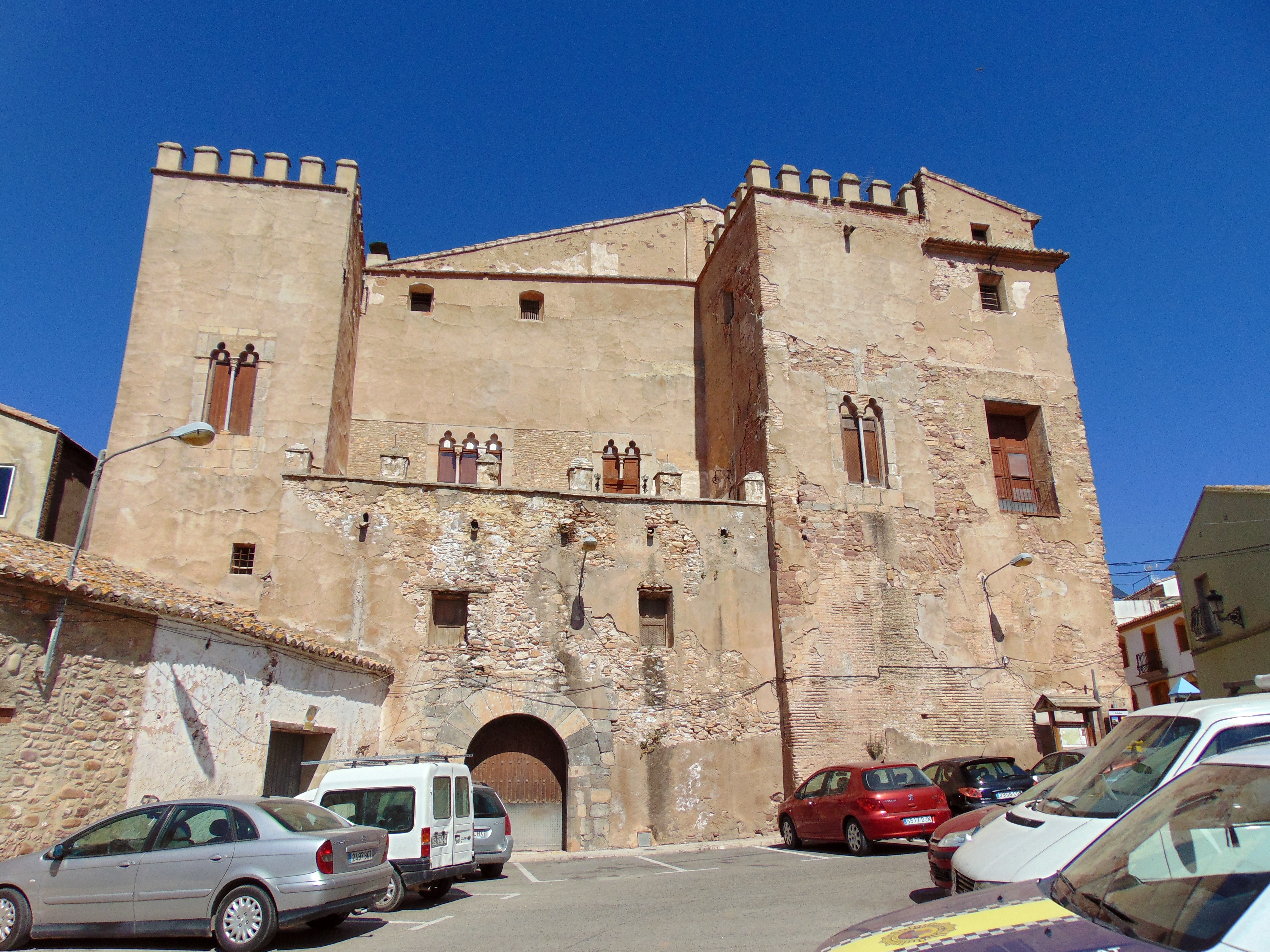
Casa-palacio de Albalat de Taronchers

La casa-palacio de Albalat de Taronchers, también conocida como casa del Castell o casa de los Blanes, se halla en el núcleo urbano de la población homónima, perteneciente a la provincia de Valencia, en la comarca del Campo de Murviedro, frente al puente que cruza el río Palancia y próxima a la iglesia parroquial. Se trata de una sólida casa señorial fortificada, aunque probablemente se levantara sobre construcciones más antiguas, ya que se han encontrado evidentes vestigios romanos. 
Es Bien de Interés Cultural con número R-I-51-0010761.
Casi con seguridad fue iniciada bajo el señorío de Jofré de Blanes, a finales del siglo XIV, y en ella se alojó el. Aunque ha sufrido numerosas reformas posteriores, es con todo el palacio gótico mejor conservado de la comarca, y en él pueden observarse claramente la mezcla de elementos palaciegos con defensivos, característica de las casas señoriales de esa época. Desde el año 1897 pertenece a la familia Baixauli.

## Descripción
El edificio se encuentra en el interior del núcleo urbano. Se trata de una potente construcción que fue la sede del señorío, estando ligada ala baronía de Segart. Su construcción data de los siglos XIV o XV. Aunque ha sufrido numerosas restauraciones aún conserva los distintivos de su construcción noble y parte de los elementos defensivos como sus torres almenadas.
Posee un semisótano con gran cantidad de arcos ojivales y de medio punto, de piedra calcárea azul y tres plantas con todas las dependencias de una casa noble, con caballerizas, almácera, salón noble y habitaciones. También se encuentra en ella el antiguo calabozo municipal. Hay indicios de una posible comunicación con la iglesia por medio de un paso subterráneo que se encuentra en la actualidad cegado.

## Historia
En el estudio realizado por Andrés Monzó y publicado en los Anales del Centro de Cultura Valenciana, se sitúa el emplazamiento actual del castillo, iglesia y casa abadía sobre una importante villa hispanorromana, por la existencia de un palomar, en la actualidad enterrado. En la escalera de la casa existe una lápida en caliza blanca con una inscripción en latín la cual podría haber sido arrancada al construir la almácera.
Hay una puerta, situada como base de la pared noreste del castillo que da a la plaza, situada a unos tres metros debajo del nivel de la misma, que tiene en sus lados seis sillarejos de caliza azul. Las dovelas que faltan en el arco están colocadas sin orden ni concierto, en el centro de la pared que lo cierra. Es muy probable que se desmontaran en el siglo XIV para dar mayor consistencia a la pared que se edificaba. El origen hispanorromano de esta lo certifica el hormigón romano que aún puede verse en la parte izquierda. El vano de esta puerta tiene de luz 1,90 metros de ancho por 1,40 de alto hasta el arranque del arco rebajado. La pared que cubre el vano, según catas realizadas, tiene más de un metro de espesor.
En el año 1988 con motivo de la reparación de la cimentación de las pilastras de la iglesia aparecieron una grutas subterráneas conteniendo gran cantidad de huesos y cerámica.
En los siglos que duró la dominación musulmana existen pruebas documentales que acreditan la existencia de una alquería. La reconquista se produjo con anterioridad al año 1238, pues queda constancia que Jaime I de Aragón donó la población y su castillo al abad de Fuentclara en el año 1238.
Con posterioridad ostentaría la titularidad del señorío el noble Raimundo de Turís. Éste lo vendería, en el año 1379, al matrimonio formado por Jofré de Blanes y Margarita de Bonastre que lo incluirían en sus territorios que formaban la baronía de Segart.
La expulsión de los moriscos, en el año 1609, acarreó que la población quedase casi deshabitada, razón ésta por la que tres años más tarde se iniciaría su repoblación con gentes de origen catalán.